# Comisión de Asistencia a una Cuba Libre

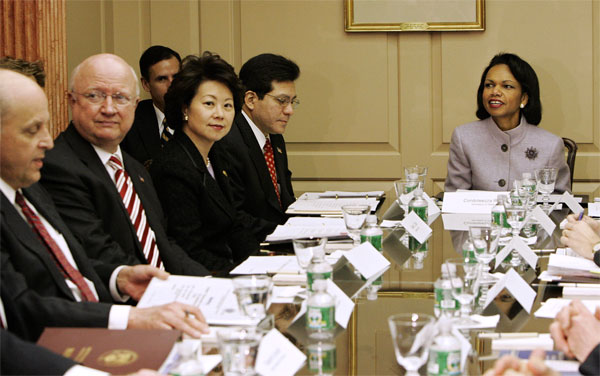
Condoleezza Rice presidiendo una reunión de la Comisión en diciembre de 2005.

La Comisión de Asistencia a una Cuba Libre (en inglés: Commission for Assistance to a Free Cuba) fue un comité asesor presidencial creado el 10 de octubre de 2003, como parte del Plan Bush para Cuba, ideado por el entonces presidente de los Estados Unidos, George W. Bush.

## Declaración de la misión
Fue establecido con el propósito de elaborar un reporte dirigido al presidente de los Estados Unidos a fecha 1 de mayo de 2004, en el cual debían haber recomendaciones para el desarrollo de un plan integral en torno a cinco puntos o ejes centrales, en el que pudieran conseguir los siguientes objetivos en Cuba:
1. «Lograr una solución pacífica y en el corto plazo para el fin de la dictadura.»
2. «Restablecer las instituciones democráticas, el respeto hacia los derechos humanos y el imperio de la ley.»
3. «Sentar las bases y las instituciones elementales para una economía libre.»
4. «Modernización de la infraestructura.»
5. «Satisfacer con calidad las necesidades básicas en las áreas de salud, educación, vivienda y servicios humanos.»

Para ello, se crearon cinco grupos de trabajo integrados por organismos con la autoridad y experiencia pertinente en cada una de las áreas temáticas.

## Miembros
La comisión fue copresidida por Condoleezza Rice y Carlos M. Gutiérrez. Incluía a miembros de todas las agencias a nivel del Gabinete de los Estados Unidos. Los representantes de los principales organismos encargados de las operaciones del día a día eran los siguientes:
- El Secretario de Estado (Presidente de la Comisión)
- El Secretario de Vivienda y Desarrollo Urbano
- El Secretario del Tesoro
- El Secretario de Comercio
- El Secretario de Seguridad Nacional
- El Asistente del Presidente para los Asuntos de Seguridad Nacional
- El Administrador de la Agencia de Estados Unidos para el Desarrollo Internacional

Todas las agencias del Gobierno de Estados Unidos podían ser llamadas a prestar apoyo a la labor de la Comisión a través de la facultad que le otorgó la Directiva Presidencial de Seguridad Nacional 29, para designar tareas y crear grupos de trabajo.

## Informes

### Primer informe
El primer informe de la Comisión fue lanzado al público el 6 de mayo de 2004, en él se estableció un plan para lograr un cambio en la isla, se refirió a los problemas percibidos en numerosas áreas y se delinearon las respectivas soluciones para poder resolverlos.

### Segundo informe
La comisión emitió un segundo informe en julio de 2006, que se basó en las conclusiones del primer informe. También emitió el "Compromiso con el Pueblo de Cuba", en el que se comprometió que el gobierno de Estados Unidos prestaría ayuda a un gobierno de transición.

## Respuesta del Gobierno cubano
En diciembre de 2005, Fidel Castro se refirió a Rice como una mujer "loca" y a la Comisión como una "pandilla de comemierdas",  mientras que al Jefe de la Oficina de Intereses de los Estados Unidos en Cuba, Michael E. Parmly, lo tildó como un "pequeño mafioso" y un "matón". Insistió en que, a pesar de la formación de la Comisión, Cuba se encuentra en sí misma:
"en transición hacia el socialismo [y] al comunismo" y que es "ridículo para los EE.UU. amenazar a Cuba ahora".